# Ceriana
Ceriana é uma comuna italiana da região da Ligúria, província de Impéria, com cerca de 1.298 habitantes. Estende-se por uma área de 32 km², tendo uma densidade populacional de 41 hab/km². Faz fronteira com Badalucco, Bajardo, Sanremo, Taggia.

## Demografia
| Variação demográfica do município entre 1861 e 2011                               |
|                                                                                   |
| Fonte: Istituto Nazionale di Statistica (ISTAT) - Elaboração gráfica da Wikipedia |